# Distretto Orientale (Hong Kong)
Il distretto Orientale (o Eastern District, in cinese semplificato 东区, in cinese tradizionale 東區, in mandarino pinyin Dōng Qū) è uno dei 18 distretti di Hong Kong, in Cina. È situato nella parte orientale dell'Isola di Hong Kong.